# Cedynia
Cedynia [t͜sɛˈdɨɲa], tyska: Zehden, kasjubiska: Cediniô, är en småstad vid floden Oder i västra Polen, belägen i distriktet Powiat gryfiński i Västpommerns vojvodskap, 80 km söder om Szczecin. Staden är Polens västligast belägna stad och dess centrum ligger omkring tre kilometer från den tyska gränsen. Befolkningen i tätorten uppgår till 1 651 invånare (2013). Denna är huvudort i Cedynias stads- och landskommun som har totalt 4 405 invånare.
Staden låg före 1945 i Neumark i Tyskland, och tillföll därefter Polen genom den nya gränsdragningen vid Oder.
Närmaste större stad på den polska sidan är Chojna. Via byn Osinów Dolny (Niederwutzen) vid Oder och gränsbron över till Hohenwutzen finns vägförbindelse till Bad Freienwalde, som är närmaste stad på den tyska sidan av gränsen. Gränshandeln med Tyskland är av stor betydelse för stadens näringsliv och ett större gränshandelscentrum finns vid Osinów Dolny.

## Kända personer från Cedynia
- Udo Waldemar Dieterich (1803-1865), tysk-svensk filolog och författare.
- Reinhard Strecker (född 1930), politisk aktivist.